# Nazionale femminile di pallamano della Macedonia del Nord
La nazionale di pallamano femminile della Macedonia del Nord rappresenta la Macedonia del Nord nelle competizioni internazionali di pallamano femminile e la sua attività è gestita dalla federazione di pallamano macedone.

## Competizioni principali

### Mondiali
- 1997: 7º posto
- 1999: 8º posto
- 2001: 21º posto
- 2005: 15º posto
- 2007: 13º posto

### Europei
- 1998: 8º posto
- 2000: 8º posto
- 2006: 12º posto
- 2008: 7º posto
- 2012: 16º posto